# Kakerlaken Duell
Kakerlaken Duell ist ein Brett- und Bluffspiel von Jacques Zeimet für zwei Spieler, das 2017 bei Drei Magier Spiele erschienen ist. Das Spiel baut optisch auf die Kartenspielserie von Zeimet im Stil des erfolgreichen Kakerlakenpoker auf und wurde wie diese von Rolf Vogt gestaltet.

## Spielweise
Bei dem Spiel Kakerlaken Duell geht es darum, anhand von Tippsteinen zu bluffen und damit Kakerlakensteine anzulocken. Gewinner ist der Spieler, der zuerst einen Kakerlakenstein über seine eigene Ziellinie bringen kann. Das Spielmaterial besteht neben der Spielanleitung aus einem Spielplan mit einem Spielfeld von 4 mal 8 Feldern und jeweils vier Tippfeldern pro Spieler, vier Kakerlakensteinen, vier Tippsteinen (3 grünen und einem roten) sowie einem Royalstein mit Krone für die „Royal“-Variante des Spiels.

### Spielablauf
Zur Spielvorbereitung wird der Spielplan in der Tischmitte platziert und die vier Kakerlakensteine werden auf die markierte Mittellinie gestellt. Die beiden Spieler übernehmen die Rollen des „Bluffers“ und des „Hellsehers“. Der Bluffer bekommt die vier Tippsteine und legt diese verdeckt auf seine Ziellinie. Dabei versucht er den Hellseher so zu beeinflussen, dass dieser möglichst rasch den Tippstein mit dem roten Kreuz aufdeckt. Wenn der Bluffer seine Steine platziert hat, deckt der Hellseher einen der Tippsteine auf. Handelt es sich um einen grünen Tippstein, darf er die Kakerlake auf der betreffenden Bahn einen Schritt in seine Richtung bewegen und danach den nächsten Tippstein aufdecken. Deckt er ein rotes Kreuz auf, ist sein Spielzug beendet. Die Kakerlake auf der Bahn mit dem roten Kreuz wird nicht bewegt. Kakerlaken auf den Bahnen, auf denen noch verdeckte Tippsteine liegen, werden um einen Schritt in Richtung des Bluffers gezogen.
Nach der Runde werden die Rollen getauscht und der neue Bluffer legt seine Tippsteine. Das Spiel endet, wenn einer der Kakerlakensteine über das letzte Feld auf einer Spielerseite hinaus gezogen wird. Der Spieler, dem dies gelingt, gewinnt das Spiel.

### Kakerlaken Duell Royal
In der „Royal“-Variante des Spiels bekommt der Bluffer zusätzlich zu den Tippsteinen den Royalstein mit der Krone. Mit dem Royalstein bestimmt er eine Kakerlake als Königin und legt zusätzlich zu seinen Tippsteinen die Krone auf den betreffenden Kakerlakenstein. Deckt der Hellseher auf der Bahn mit der Königin einen grünen Stein auf, zieht die Kakerlake zwei Felder in seine Richtung, deckt er auf dieser Bahn einen roten Stein auf, zieht sie ein Feld in Richtung des Bluffers. Deckt der Bluffer bereits einen roten Stein auf, wenn der Tippstein auf der Bahn der Königin noch nicht aufgedeckt wurde, zieht diese zwei Felder in Richtung des Bluffers.

## Ausgaben und Rezeption
Das Spiel Kakerlaken Duell wurde von Jacques Zeimet entwickelt und 2017 bei Drei Magier Spiele, der Kinderspiel-Marke des Verlags Schmidt Spiele, zur Nürnberger Spielwarenmesse veröffentlicht. Dort wurde das Spiel von den beiden Dschungelkönigen der Sendung Ich bin ein Star – Holt mich hier raus! Menderes Bağcı und Désirée Nick im Kakerlaken-Kostüm vorgestellt. Die Karten- und Spielgestaltung stammt von dem Spieleillustratoren Rolf Vogt, der bereits zahlreiche andere Spiele von Zeimet gestaltet hat. Die Gestaltung baut dabei auf der Kartenspieleserie auf, in der bereits Spiele wie das erfolgreiche Kakerlakenpoker sowie Kakerlakensalat, Kakerlakensuppe und Kakerlakentanz erschienen sind.
Das Spiel wurde in einer multilingualen Version auf Deutsch, Englisch, Französisch und Italienisch veröffentlicht. In einer Rezension in der Spielezeitschrift spielbox bewertet der Rezensent Harald Schrapers das Spiel als schwach im Vergleich zu ähnlichen Spielen wie etwa Die guten und die bösen Geister von Alex Randolph und bezeichnet die Platzierung der Tippsteine als „belanglose Hin- und Herschieberei“.

## Belege
1. 1 2 3 4  Offizielle Spielregeln (Seite nicht mehr abrufbar, festgestellt im März 2022. Suche in Webarchiven)  Info: Der Link wurde automatisch als defekt markiert. Bitte prüfe den Link gemäß Anleitung und entferne dann diesen Hinweis. für Kakerlaken Duell
2. ↑  Dschungelcamp reloaded: Désirée Nick und Menderes als Kakerlaken in Aktion auf focus.de, 31. Januar 2017; abgerufen am 31. Juli 2017.
3. ↑  Versionen von Kakerlaken Duell in der Datenbank BoardGameGeek; abgerufen am 3. Juli 2017.
4. ↑  Harald Schrapers: Kakerlaken Duell in spielbox 3/2017, S. 60.